# Mikael Stanne
Mikael Stanne (* 20. května 1974) je švédský zpěvák a člen death metalové skupiny Dark Tranquillity. V minulosti zpíval i pro skupiny HammerFall a In Flames.
Na albu Projector se nachází více skladeb, kde Mikael zpívá skoro až operní barvou hlasu, ale na pozdějších albech se objevuje už jen jeho death vokál. V raném období Dark Tranquillity působil i jako kytarista. Ve skladbě Frozen od řecko-švédské melodic death metalové skupiny Nightrage si zazpíval melodické vokály v refrénech.